# Controlador lógico programable

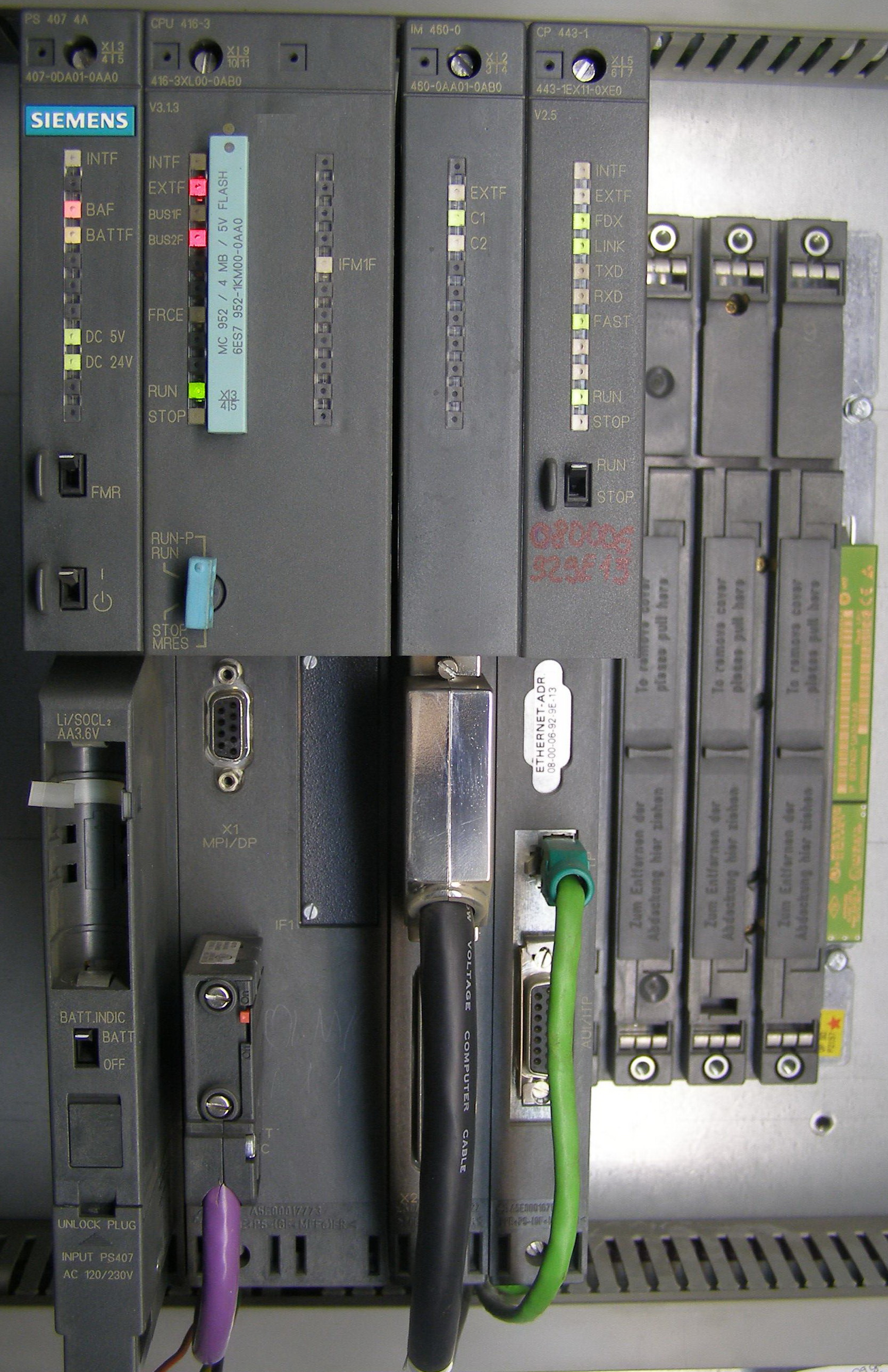
PLC Siemens Simatic S7-400, de izq. a der.: fuente de alimentación (PS), CPU, módulo de interfaz (IM) y el procesador de comunicaciones (CP).

Un controlador lógico programable, más conocido como PLC, (siglas del inglés programmable logic controller) es una computadora utilizada en la ingeniería automática o automatización industrial, para automatizar procesos electromecánicos, electroneumáticos, electrohidráulicos, tales como el control de la maquinaria de la fábrica en líneas de montaje u otros procesos de producción
Los PLC son utilizados en muchas industrias y máquinas. A diferencia de las computadoras de propósito general, el PLC está diseñado para múltiples señales de entrada y de salida, rangos de temperatura ampliados, inmunidad al ruido eléctrico y resistencia a la vibración y al impacto. Los programas para el control de funcionamiento de la máquina se suelen almacenar en baterías, copia de seguridad o en memorias no volátiles. Un PLC es un ejemplo de un sistema de tiempo real, donde los resultados de salida deben ser producidos en respuesta a las condiciones de entrada dentro de un tiempo limitado, de lo contrario no producirá el resultado deseado.

## Historia
Su historia se remonta a finales de la década de 1960, cuando la industria buscó en las nuevas tecnologías electrónicas una solución más eficiente para reemplazar los sistemas de control basados en circuitos eléctricos con relés, interruptores y otros componentes comúnmente utilizados para el control de los sistemas de lógica combinacional.
En 1968 Hydramatic Corporation, (la división de transmisión automática de General Motors) emitió una solicitud de propuestas para un reemplazo electrónico de los sistemas cableados de relés. La propuesta ganadora vino de Bedford Associates. El resultado fue el primer PLC, designado 084 porque era el proyecto de Bedford Associates n.º 84. Bedford Associates comenzó una nueva empresa dedicada al desarrollo, fabricación, venta y mantenimiento de este nuevo producto: Modicon (MOdular DIgital CONtroler). Una de las personas que trabajaron en ese proyecto fue Dick Morley, quien es considerado como el «padre» del PLC. La marca Modicon fue vendida en 1977 a Gould Electronics, y posteriormente adquirida por la compañía alemana AEG y luego por la francesa Schneider Electric, el actual propietario.

## Desarrollo
Los PLCs modernos pueden ser programados de diversas maneras, desde diagramas de contactos, a los lenguajes de programación tales como dialectos especialmente adaptados de BASIC y C. Otro método es la lógica de estado, un lenguaje de programación de alto nivel diseñado para programar PLC basados en diagramas de estado.

## Funciones

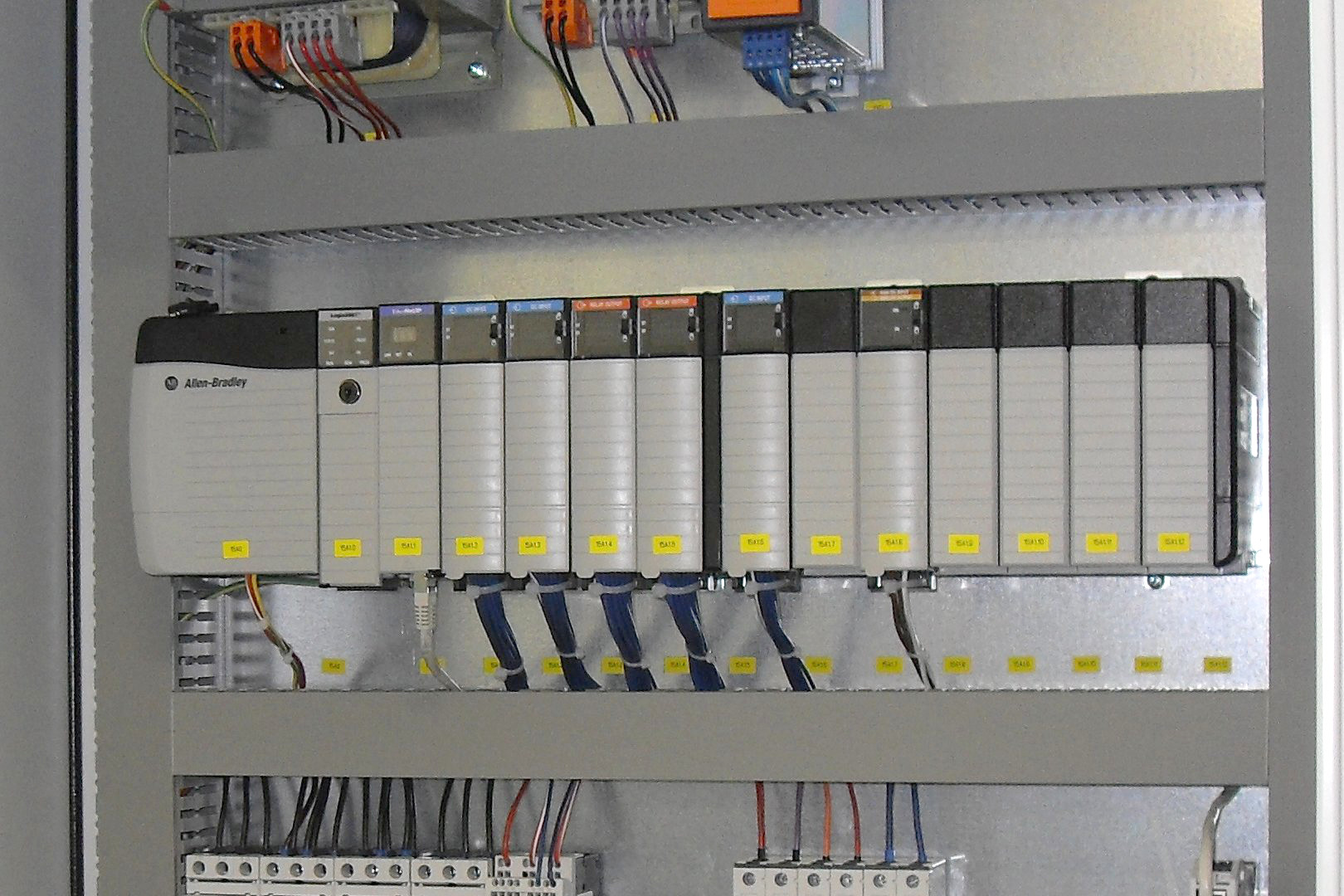
PLC Allen Bradley para una centrífuga de azúcar instalada en un panel de control (BMA Automation GmbH)

La función básica y primordial del PLC ha evolucionado con los años para incluir el control del relé secuencial, control de movimiento, control de procesos, sistemas de control distribuido y comunicación por red. Las capacidades de manipulación, almacenamiento, potencia de procesamiento y de comunicación de algunos PLCs modernos son aproximadamente equivalentes a las computadoras de escritorio. Un enlace-PLC programado combinado con hardware de E/S remoto, permite utilizar un ordenador de sobremesa de uso general para suplantar algunos PLC en algunas aplicaciones. En cuanto a la viabilidad de estos controladores de ordenadores de sobremesa basados en lógica, es importante tener en cuenta que no se han aceptado generalmente en la industria pesada debido a que los ordenadores de sobremesa ejecutan sistemas operativos menos estables que los PLCs, y porque el hardware del ordenador de escritorio está típicamente no diseñado a los mismos niveles de tolerancia a la temperatura, humedad, vibraciones, y la longevidad como los procesadores utilizados en los PLC. Además de las limitaciones de hardware de lógica basada en escritorio; sistemas operativos tales como Windows no se prestan a la ejecución de la lógica determinista, con el resultado de que la lógica no siempre puede responder a los cambios en el estado de la lógica o de los estado de entrada con la consistencia extrema en el tiempo como se espera de los PLCs. Sin embargo, este tipo de aplicaciones de escritorio lógicos encuentran uso en situaciones menos críticas, como la automatización de laboratorio y su uso en instalaciones pequeñas en las que la aplicación es menos exigente y crítica, ya que por lo general son mucho menos costosos que los PLCs.
“”

## Estructura interna
Sus partes fundamentales son la unidad central de proceso o CPU, y las interfaces de entrada y salida. La CPU es el cerebro del PLC y está formado por el procesador y la memoria. El procesador se encarga de ejecutar el programa escrito por el usuario, que se encuentra almacenado en la memoria. Además el procesador se comunica con el exterior mediante sus puertos de comunicación y realiza funciones de autodiagnóstico.
La interfaz de entrada se ocupa de adaptar las señales provenientes de los elementos captadores, tales como botoneras, llaves, límites de carrera, etc., a nivel que el CPU pueda interpretar como información. Por otra parte, cuando la CPU resuelve, a través de un programa interno, activa algún elemento de campo, la interfaz de salida es la encargada de administrar la potencia necesaria para comandar el actuador.

## Relé lógico programable (PLR)
En los últimos años, unos pequeños productos llamados relés lógicos programables (PLR), y también por otros nombres similares, se han vuelto más comunes y aceptados. Estos son muy similares a los PLC, y se utilizan en la industria ligera, donde solamente unos pocos puntos de entrada/salida (es decir, unas pocas señales que llegan desde el mundo real y algunas que salen) están involucrados, y el bajo costo es deseado. Estos pequeños dispositivos se hacen típicamente en un tamaño físico y forma común por varios fabricantes, y con la marca de los fabricantes más grandes de PLCs para completar su gama baja de producto final. La mayoría de ellos tienen entre 8 y 12 entradas digitales, 4 y 8 salidas discretas, y hasta 2 entradas analógicas. El tamaño es por lo general alrededor de 10 cm de ancho y 7,5 cm de alto y 7,5 cm de profundidad. La mayoría de estos dispositivos incluyen una pantalla LCD de tamaño pequeño para la visualización simplificada lógica de escalera (solamente una porción muy pequeña del programa está visible en un momento dado) y el estado de los puntos de E/S. Normalmente estas pantallas están acompañados por una botonera basculante de cuatro posiciones más cuatro pulsadores más separados, y se usan para navegar y editar la lógica. La mayoría tienen un pequeño conector para la conexión a través de RS-232 o RS-485 a un ordenador personal para que los programadores pueden utilizar simples aplicaciones de Windows para la programación en lugar de verse obligados a utilizar la pantalla LCD y el conjunto de pequeños pulsadores para este fin. A diferencia de los PLCs regulares que son generalmente modulares y ampliables en gran medida, los PLRs son por lo general no modulares o expansibles, pero su precio puede ser dos órdenes de magnitud menos de un PLC y todavía ofrecen un diseño robusto y de ejecución determinista de la lógica.
En los últimos años se está incluso incorporando en estos pequeños dispositivos, una conexión de red Ethernet con RJ45 que permite configurar y monitorizar el equipo de forma remota.

## Ventajas y desventajas
Dentro de las ventajas que estos equipos poseen se encuentra que, gracias a ellos, es posible ahorrar tiempo en la elaboración de proyectos, pudiendo realizar modificaciones sin costos adicionales. Por otra parte, son de tamaño reducido y mantenimiento de bajo costo, además permiten ahorrar dinero en mano de obra y la posibilidad de controlar más de una máquina con el mismo equipo. Así como soportar las vibraciones mecánicas generadas por la maquinaria ya que otros dispositivos serían altamente frágiles o propensos a fallas o rupturas.
Sin embargo, y como sucede en todos los casos, los controladores lógicos programables, o PLCs, presentan ciertas desventajas como es la necesidad de contar con técnicos cualificados específicamente para ocuparse de su buen funcionamiento y mantenimiento.

## Otros usos
Hoy en día, los PLC no solamente controlan la lógica de funcionamiento de máquinas, plantas y procesos industriales, sino que también pueden realizar operaciones aritméticas, manejar señales analógicas para realizar estrategias de control, tales como controladores PID (Proporcional, Integral y Derivativo).